# Karlsruhe (Schiff, 1905)
Die Karlsruhe war ein Frachtschiff der Ernst Russ Reederei, das wenige Wochen vor dem Ende des Zweiten Weltkriegs in Europa beim Transport von Flüchtlingen aus den Ostgebieten des Deutschen Reiches versenkt wurde und als möglicher Fundort für das Bernsteinzimmer mediale Bedeutung gewann.

## Geschichte
Das Frachtschiff wurde 1905 auf der Seebeckwerft in Geestemünde für die Hamburg-Amerikanische Packetfahrt-Actien-Gesellschaft (HAPAG) als Rheindampfer gebaut. Sie hatte ein Schwesterschiff, die Mannheim (Indienststellung 1906). Die Rheindampfer verbanden die deutschen Rheinhäfen mit dem Hamburger Hafen. 1918 wurde Kommodore Thomas Kier, vormals Kapitän der Imperator, Kapitän der Karlsruhe. 1935 wurde sie von der Schiffahrt- & Assekuranz-Ges. E. Russ & Co. übernommen und blieb für diese bis 1945 in Fahrt.

## Letzte Fahrt
Das Schiff wurde Anfang 1945 bei den Verwundeten- und Flüchtlingstransporten über die Ostsee eingesetzt. Bereits am 7./8. März 1945 hatte es Flüchtlinge aus Stolpmünde nach Wismar evakuiert, wo es am 13. März ankam. Am 11. April 1945 übernahm die Karlsruhe etwa 1083 Flüchtlinge im ostpreußischen Pillau, dem Vorhafen von Königsberg, und verließ den Hafen gegen 20 Uhr mit Fahrtziel Hela nördlich von Danzig, wo das Schiff am 12. April 1945 morgens eintraf. Zusätzlich zu den Flüchtlingen hatte das Schiff 360 Tonnen Fracht an Bord. Auf der Reede von Hela wurde ein Geleitzug aus den Dampfern Santander der OPDR, Karlsruhe und zwei Minensuchern M 294 und M 341 sowie dem Schnellboot TS 4 zusammengestellt, der gegen 9 Uhr mit Ziel Kopenhagen ablegte. Da die Karlsruhe nicht in der Lage war, die geforderte Geschwindigkeit des Geleitzugs von 9 Knoten mitzuhalten, sondern nur gut sieben Knoten laufen konnte, verlor sie den Anschluss. Am 13. April 1945 wurde sie nördlich Stolpmünde ⊙ von sieben Douglas A-20 Bostons des 1. Garde-Minen-Torpedo-Flug-Regiments (3 Flugzeuge) und des 51. Minen-Torpedo-Flug-Regiments (4 Flugzeuge) der sowjetischen Luftstreitkräfte angegriffen. Der Staffelführer des 51. MTAP, Oberleutnant Bashaev, wurde beim ersten Anflug abgeschossen. Schließlich wurde die Karlsruhe durch Leutnant Golovchansky (1. GMTAP) mit einem Torpedo versenkt. Die Minensucher der 25. Minensuchflottille, M 294 (Kapitänleutnant Volberts) und M 341 (Oberleutnant zur See Henry Peter Rickmers) konnten von den etwa 1083 Flüchtlingen nur 150 (M 294: 63; M 341: 87) retten.

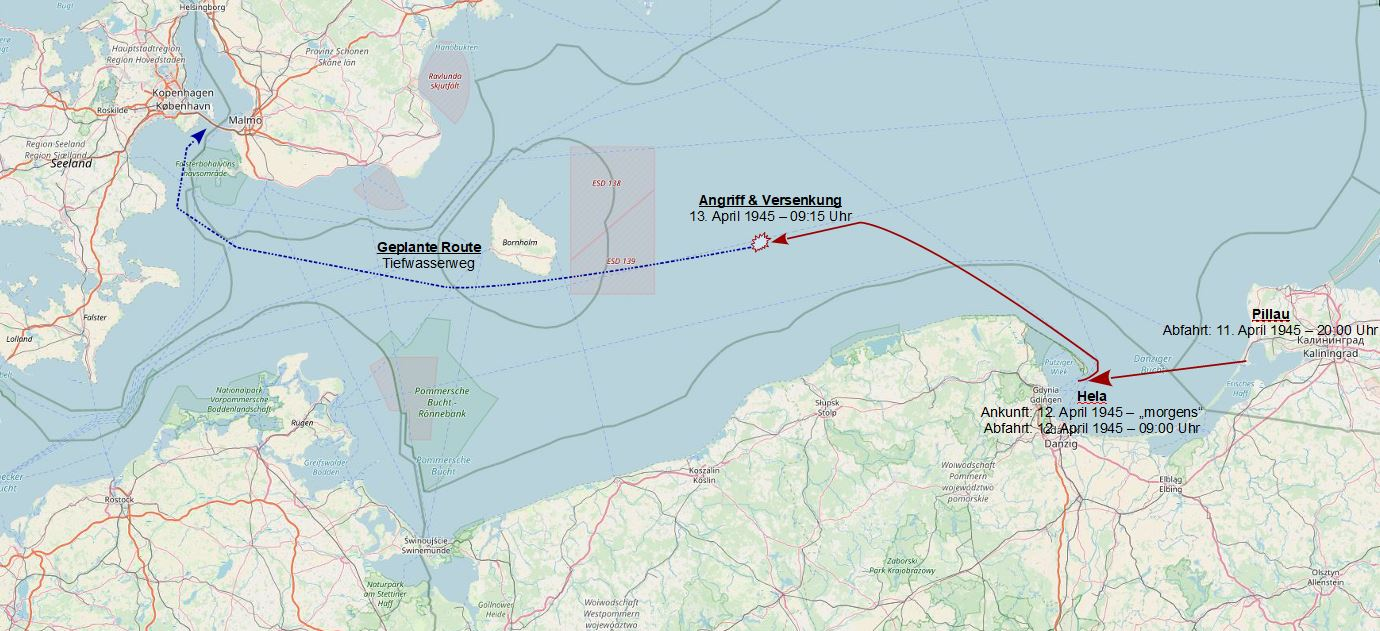
Letzte Reise der Karlsruhe

## Fund des Wracks
2020 berichteten Medien darüber, dass das Wrack von polnischen Tauchern entdeckt und in Augenschein genommen wurde. Es liegt 88 Meter tief auf dem Grund der Ostsee, mehrere Dutzend Kilometer nördlich von Ustka, das 130 km westlich von Danzig liegt. Im Wrack befinden sich Militärfahrzeuge, Porzellan aus der Königlichen Porzellan-Manufaktur Berlin und Kisten unbekannten Inhalts. Das Taucherteam, welches die Karlsruhe fand, äußerte die Vermutung, dass das gefundene Wrack Informationen über den Verbleib des Bernsteinzimmers liefern könnte.

## Schiffsbeschreibung
Die Karlsruhe war mit 897 BRT (2541,8 m³), 518 NRT vermessen. Das Schiff war 66,30 m lang und 10,10 m breit. Der maximale Tiefgang betrug 3,7 m. Der Rauminhalt der Laderäume betrug 1494,5 m³, die Tragfähigkeit betrug 450 t. Die Antriebsanlage des Schiffes bestand aus zwei Dreizylinder-Dreifachexpansions-Dampfmaschinen der Seebeckwerft mit einer Leistung von 58 bhb die jeweils einen Propeller antrieben. Die Länge des Maschinenraumes betrug 10,21 m. Das Schiff erreichte eine Geschwindigkeit von 8,5 kn (16 km/h).